# Хвойник даурский
Хвойник даурский (лат. Ephedra dahurica) — вид растений рода Хвойник (Ephedra) семейства Хвойниковые (Ephedraceae).

## Распространение и экология
Восточная Сибирь, Восточная Монголия и, возможно, Северо-Восточный Китай. В равнинных степях, у подножия склонов, среди зарослей ильма низкого, на песчаных дюнах, вершинах сопок и скальных осыпях.

## Ботаническое описание
Приземистый кустарничек (10) 15—30 см высотой. Корневище ползучее, иногда довольно толстое, в верхней части ветвистое, каждая часть его несет густой пучок прямых или восходящих желтовато-зеленых или сизовато-зеленых ветвей 0,8—1,5 (2) мм диаметре. Веточки шероховатые, иногда довольно сильно, состоят из 3-7 междоузлий (1) 2—4 (5) см длиной.
Влагалища (2,2) 3—5 мм длиной, из 2—3 листочков, сросшихся на ⅔ своей длины или немного меньше, почти полностью красно-коричневые, с утолщенными в средней части жилками, доходящими до верхушки зубцов, при основании едва утолщенные. Зубцы треугольные, коротко заостренные или притуплённые, выемка островатая, реже округлая; сросшаяся часть между зубцами вначале покрыта выступающими многочисленными клетками, окрашенными как и все влагалище, в красно-коричневый цвет, позднее они становятся беловатыми и образуют поперечные морщинки, хорошо заметные под лупой. К семяношению эта часть влагалища разрывается и остается 2 (3) остроланцетных зубца, которые круто (когтевидно) загибаются наружу, иногда образуя кольцо, позднее зубцы разрушаются и на растении остаются в виде белой кисточки из соединительных волокон срединных жилок.
Микроконстробилы развиваются в пазухах листьев по 1 или по нескольку (2—3), сидячие или на очень короткой общей ножке, в количестве 2—8, с 2 почти полностью сросшимися коричневыми чешуями. Мегоконстробилы продолговатые, на ножках 2—5 мм длиной, чешуй 3—4 пары, внутренняя пара сросшаяся до половины, полностью прикрывает плодики. Микропилярная трубка до 1,5 мм длиной, прямая или слегка согнутая. Семена обычно по 2, но бывает 1 и 3, они 4,5(5)×2 мм, плоско-выпуклые, темно-коричневые, тусклые.

## Охрана
Вид включён в Красную книгу Забайкальского края (охраняется в Даурском заповеднике, в федеральных заказниках «Цасучейский бор» и «Долина дзерена», в заказнике регионального значения «Агинская степь»).